# Barbentane
Barbentane är en kommun i departementet Bouches-du-Rhône i regionen Provence-Alpes-Côte d'Azur i sydöstra Frankrike. Kommunen ligger  i kantonen Châteaurenard som ligger i arrondissementet Arles. År 2022 hade Barbentane 4 262 invånare.

## Befolkningsutveckling
Antalet invånare i kommunen Barbentane
Referens:INSEE